# Clarissa Pinkola Estés
Clarissa Pinkola Estés (* nach eigenen Angaben 27. Januar 1945, nach anderen Angaben 1943, in Gary, Indiana) ist eine vielfach ausgezeichnete US-amerikanische Psychoanalytikerin in der Tradition Carl Gustav Jungs mit dem Schwerpunkt Post-Trauma-Behandlung, Schriftstellerin, Journalistin, Dichterin und Bewahrerin indigener Erzählungen.
Nachdem sie mehr als zwei Jahrzehnte daran gearbeitet hatte und es von zahlreichen Verlagen 47 Mal abgelehnt worden war, erschien im Jahr 1992 ihr erstes Buch Women Who Run With the Wolves. Es verkaufte sich mehr als zwei Millionen Mal, wurde mehr als 140 Wochen lang in der New York Times Bestseller-Liste, daneben auch in anderen Bestseller-Listen der USA, geführt und mit zahlreichen Preisen gewürdigt. Es wurde in mehr als 40 Sprachen übersetzt. Unter dem Titel Die Wolfsfrau erschien es 1993 in deutscher Sprache. Es folgten zahlreiche weitere Werke.

## Leben

### Kindheit und Jugend
Estés kam als Kind der mexikanischen US-Immigranten Emilio Maria Reyés und Cepción Ixtiz in der Nähe der Großen Seen zur Welt. Dort wuchs sie in einem ländlichen Dorf mit ca. 600 Einwohnern auf. Sie beschreibt ihr frühes Umfeld als vom Krieg gezeichnete Einwanderer- und Flüchtlingsfamilie, für die die englische Sprache erst an dritter Stelle stand, nach dem Spanischen und einer alten indigenen Muttersprache. Im Alter von vier Jahren wurde sie von einer anderen Einwanderer- und Flüchtlingsfamilie adoptiert, die mehrheitlich aus Magyaren und Donauschwaben bestand. Die Mitglieder beider Familien konnten, wenn überhaupt, nur mit großer Mühe lesen und schreiben. Sie kannten sich aber mit der Natur aus und stellten alles selbst her "von Schuhen bis zu Liedern". Gleichzeitig waren ihre Adoptiveltern tief verwurzelt in den Lehren der katholischen Kirche. Von unterschiedlichsten Sprachen und Traditionen beeinflusst, wuchs Estés inmitten von mündlich überlieferten Mythen, Geschichten, Liedern, Tänzen und alten Heilmethoden auf, die heute kaum mehr bekannt sind. Dies bereitete sie auf ihre spätere Rolle als Cantadora, d. h. herausragende Vertreterin indigener Erzählkunst vor. Bis heute begreift sie Erzählungen „als Medizin“, denn „sie heilen Wunden und rufen Erinnerungen wach“.

### Familiengründung, Studium und erste Tätigkeit
Estes heiratete früh und wurde Mutter zweier Töchter, die sie nach baldiger Scheidung allein versorgen musste. Sie nahm zahlreiche Arbeiten an, um die Sozialhilfe so aufzustocken, dass sie ihre Familie davon ernähren konnte; gleichzeitig erwarb sie während dieser Zeit einen Abschluss am Loretto Heights College in Denver.
Unter dem Eindruck persönlicher Schicksale in ihrem direkten familiären Umfeld begann Estes, die Trauma-Behandlung als ihre Lebensaufgabe zu erkennen.
In den 1960er Jahren nahm sie erste Tätigkeiten in verschiedenen sozialen Einrichtungen auf, zunächst im Edward Hines Jr. Veterans Administration Hospital in Hines, Illinois. Dort arbeitete sie mit Soldaten aus beiden Weltkriegen, dem Koreakrieg und dem Vietnamkrieg, die in Folge der Kriegseinwirkungen an Tetraplegie litten. Sie kümmerte sich ebenso um schwer verletzte Kinder und bezog stets die Familien der Geschädigten in ihre Arbeit ein. Sie agierte zudem als Praktikerin und Ausbilderin für kulturübergreifende traditionelle Medizin.
Ab den 1970ern unterrichtete sie Lesen, Schreiben, Geschichtenerzählen und traditionelle medizinische Praktiken in einem Männergefängnis in Colorado, im Bundesgefängnis für Frauen in Dublin, Kalifornien, in der Jugendstrafanstalt Montview in Colorado und anderen von der Öffentlichkeit abgeschlossenen Einrichtungen im Westen der USA.
Gegen Ende der 1970er Jahre nahm sie anthropologische und ethnoklinisch-psychologische Studien am Union Institute & University (UI&U) in Cincinnati, Ohio auf. Diese schloss sie im Jahr 1981 mit einer Dissertation über Soziale und psychologische Muster in Kultur- und Stammesgruppen ab. Im Anschluss erwarb sie ein Postdoc-Diplom von der Interregionalen Gesellschaft Jungscher Psychoanalytiker (IRSJA) in Zürich. Seitdem ist sie u. a. als selbstständige Psychoanalytikerin tätig.

### Künstlerische und psychotherapeutische Tätigkeiten
Estés war Vorstandsmitglied der Maya Angelou Minority Health Foundation (heute: Maya Angelou Center for Health Equity) an der Wake Forest School of Medicine. 1993 wurde sie in Colorado vom demokratischen Gouverneur Roy Romer in den beim Department of Regulatory Agencies (D.O.R.A.) angesiedelten Beschwerdeausschuss, das State Grievance Board, berufen. Sie wurde zur Vorsitzenden dieses Gremiums gewählt und wirkte in dieser Funktion auch unter dem nachfolgenden Gouverneur Bill Owens bis 2006. Dreizehn Jahre lang arbeitete sie hier mit den Anwälten des Generalstaatsanwalts von Colorado sowie mit einem Gremium von Rechtsexperten und Sozialarbeitern zusammen, damit den psychosozialen Bedürfnisse im Umgang mit Strafgefangenen größere Beachtung geschenkt würde.
Jenseits der Betreuung von Einzelschicksalen, z. B. den Hinterbliebenen von Mordopfern, engagierte sie sich auch in der Betreuung von Überlebenden und Hinterbliebenen traumatisierender Großereignisse wie Naturkatastrophen und Terroranschlägen. Zu diesem Zweck entwickelte sie ein "Post-trauma Recovery Protocol", das Betroffene in die Lage versetzen soll, die Aufarbeitung ihrer Traumata nach dem Abzug der Rettungskräfte in ihren eigenen Gemeinden erfolgreich weiterzuführen. Dieses Protokoll kam erstmals bei den Überlebenden des Erdbebens von 1988 in Armenien zum Einsatz. Mittlerweile wird es weithin eingesetzt, so etwa nach dem Amoklauf an der Columbine High School und den Terroranschlägen am 11. September 2001.
Estés war Beiratsmitglied der National Writers Union, New York sowie der National Coalition Against Censorship, New York. Sie ist Beraterin des Museo de las Americas in Denver und hat dazu beigetragen, dass die lange Zeit üblichen, respektlosen Bezeichnungen wie "Psychologie der Primitiven" in zahlreichen psychoanalytischen Instituten weltweit sowie auch von der US-amerikanischen Library of Congress dahingehend geändert wurden, dass diese Forschungen nunmehr in Bezug auf die jeweilige ethnische Gruppe, Religion oder Kultur beschrieben werden.
Estés ist Redakteurin und Storyteller-in-Residence für The Bloomsbury Review. Sie hat Beiträge in der Huffington Post, Washington Post, Publishers' Weekly und The Denver Post veröffentlicht. Zuletzt schrieb sie für das US-amerikanische katholische Nachrichtenmagazin The National Catholic Reporter (NCR) und übernahm bei dem um eine ausgewogene politische Berichterstattung bemühten Blog TheModeratevoice.com die Funktion einer leitenden Redakteurin.
Auf Einladung von Jessye Norman debütierte sie im Jahr 2000 zusammen mit Maya Angelou und Toni Morrison in der Carnegie Hall in einer Spoken Word Performance mit dem Titel Woman.Life.Song.

## Werk
Estés ist Autorin zahlreicher Bücher und Audiowerke, als deren zentrales Thema der Archetyp gelten kann.

### Audiowerke
- Women Who Run With the Wolves: Myths and Stories about the Wild Woman Archetype (1989 audio bestseller, released before the completed manuscript was in book form ) (mp3s/CDs)
- The Gift of Story: A Wise Tale About What is Enough (1993) (mp3s/CDs)
- The Radiant Coat: Myths & Stories About the Crossing Between Life and Death (1993) (mp3s/CDs)
- The Creative Fire: Myths and Stories About the Cycles of Creativity (1993) (mp3s/CDs)
- The Boy Who Married An Eagle: Myths and Stories About Men's Interior Lives (1995) (audio cassette)
- How To Love A Woman: Myths and Stories about Intimacy and The Erotic Lives of Women (1996) (mp3s/CDs)
- The Faithful Gardener: A Wise Tale About that Which Can Never Die (1996) (mp3s/CDs)
- In the House of the Riddle Mother: The Most Common Archetypal Motifs in Women's Dreams (1997, 2005) (mp3s/CDs)
- Warming the Stone Child: Myths & Stories About Abandonment and the Unmothered Child (1997) (mp3s/CDs)
- The Red Shoes: On Torment and the Recovery of Soul Life (1997, 2005) (mp3s/CDs)
- Theatre of the Imagination: Volume I (1999, 2005) (mp3s/CDs)
- Theatre of the Imagination: Volume II (1999, 2005) (mp3s/CDs)
- Beginner's Guide to Dream Analysis (2000) (mp3s/CDs)
- Bedtime Stories: For Crossing the Threshold Between Waking and Sleep (2002) (mp3s/CDs)
- The Power of the Crone: Myths and Stories of The Dangerous Old Woman and Her Special Wisdom, Volume 2 (2010) (mp3s/CDs)
- The Dangerous Old Woman: Myths and Stories of the Wise Woman Archetype, Volume 1 (2010) (mp3s/CDs)
- Mother Night: Myths, Stories and Teachings for Learning to See in the Dark (2010) (mp3s/CDs)
- Seeing in the Dark: Myths and Stories to Reclaim the Buried, Knowing Woman (2010) (mp3s/CDs)
- Untie the Strong Woman: To Know and Honor Holy Mother & La Nuestra Señora, Our Lady of Guadalupe (2011) (mp3s/CDs)
- The Late Bloomer: Myths and Stories of The Dangerous Old Woman, Volume 4 (2011) (mp3s/CDs)
- The Joyous Body: Myths and Stories of The Dangerous Old Woman and the Consort Body, Volume 3 (2011) (mp3s/CDs)
- How To Be An Elder: Myths and Stories of The Dangerous Old Woman, Volume 5 (2012) (mp3s/CDs)

### Bücher
- Women Who Run With the Wolves: Myths and Stories of the Wild Woman Archetype. Ballantine, New York 1992/1995/1997; deutsche Übersetzung von Mascha Rabben: Die Wolfsfrau: die Kraft der weiblichen Urinstinkte. Heyne, München 1993/1997/2022
- The Gift of Story: A Wise Tale About What is Enough. Ballantine, New York, 1993; deutsche Übersetzung von Mascha Rabben: Und es war gut so : Geschichten als Geschenk für die Seele. Heyne, München 1995
- The Faithful Gardener: A Wise Tale About that Which Can Never Die. Harper, 1996
- Die Wolfsfrau erzählt: auf den Spuren der wilden Frau. Original-Ausgabe Heyne, München 1998
- Tales of the Brothers Grimm: selected, edited and 50-page introduction by Estés. BMOC/QPB special edition, 2000; deutsche Übersetzung von Arthur Rackham: Grimms Märchen. Heyne, München 2001
- Hero With A Thousand Faces, Joseph Campbell; 50-page introduction by Estés (Princeton University Press, 100th anniversary edition 2004, USA)
- The dancing grandmothers: To be young while old, old while young. deutsche Übersetzung von Jochen Winter Der Tanz der großen Mutter: von der Jugend des Alters und der Reife der Jugend. Heyne, München 2007
- Untie the Strong Woman: Blessed Mother's Immaculate Love for the Wild Soul. Sounds True Books, 2011

## Preise und Auszeichnungen
Estés erhielt zahlreiche Auszeichnungen, darunter
- American Booksellers Book of the Year (ABBY) Honor Award[40]
- Mitglied der Colorado Women's Hall of Fame[41]
- Gradiva award der National Association for the Advancement of Psychoanalysis (NAAP)[42]
- "Las Primeras Award" als „First Latina on New York Times' Bestseller list“[43]